# Christian Nadé
Christian Nadé (ur. 18 września 1984, Montmorency, Francja) – francuski piłkarz, występujący na pozycji napastnika.
Profesjonalną karierę rozpoczął w roku 1999, w klubie Troyes AC, gdzie grał do 2006. Rozegrał 51 meczów, i strzelił 7 goli. W 2005 był wypożyczony do Le Havre AC, gdzie brał udział w 17 spotkaniach, strzelając jednego gola. W sezonie 2006/2007 był zawodnikiem Sheffield United F.C. Wystąpił w 21 spotkaniach, strzelając 3 bramki. W sezonie 2007/2008 został zawodnikiem szkockiego Heart of Midlothian F.C. W 2010 roku przeszedł do Alki Larnaka.